# Neomochtherus ochriventris
Neomochtherus ochriventris är en tvåvingeart som först beskrevs av Friedrich Hermann Loew 1854.  Neomochtherus ochriventris ingår i släktet Neomochtherus och familjen rovflugor. Inga underarter finns listade i Catalogue of Life.